# Клешнешти (Горж)
Клешнешти (рум. Cleșnești) насеље је у Румунији у округу Горж у општини Глогова. Oпштина се налази на надморској висини од 219 m.

## Становништво
Према подацима из 2002. године у насељу је живело 197 становника, од којих су сви румунске националности.